# Andreas Tews
Andreas Tews (ur. 11 września 1968 w Rostocku) – niemiecki bokser wagi muszej i piórkowej. W 1988 roku na letnich igrzyskach olimpijskich w Seulu zdobył dla NRD srebrny medal w kategorii muszej. Na letnich igrzyskach olimpijskich w Barcelonie zdobył złoty medal dla Niemiec w kategorii piórkowej.